# Soto Cano Air Base

i8
i11
i13
Die Soto Cano Air Base (IATA-Code: XPL, ICAO-Code: MHSC)  ist ein Militärflugplatz der Luftwaffe von Honduras sowie ein Zivilflughafen für Tegucigalpa.

## Geschichte
Der Flugplatz nahm 1981 den Betrieb auf und die Luftwaffenakademie wechselte vom zivilen Flughafen Tegucigalpa zum neuen Militärflugplatz. Die Joint Task Force Bravo der Streitkräfte der Vereinigten Staaten mit einem Personalbestand zwischen 500 und 1500 ist auf der Soto Cano Air Base stationiert. Die Joint Task Force Bravo hat dabei die Aufgabe, die befreundeten Streitkräfte von Lateinamerika zu trainieren, medizinische Unterstützung zu bieten und bei Naturkatastrophen zu helfen.

## Internationaler Flughafen Comayagua
Da der Flughafen Tegucigalpa aufgrund der kurzen Landebahn inmitten von Bergen auf rund 1000 m Höhe zu den weltweit gefährlichsten Flughäfen gehört, wurde Soto Cano zu einem zivilen Flughafen ausgebaut, um den Flughafen Tegucigalpa abzulösen. Der Internationale Flughafen Comayagua wurde im Oktober 2021 eröffnet. Das erste kommerzielle Linien-Flugzeug von Spirit Airlines wurde am 11. Dezember auf dem Platz willkommen geheissen.